# Бёрьессон, Сёрен
Леннарт Сёрен Бёрьессон (швед. 	Lennart Sören Börjesson; 14 марта 1956, Швеция — 26 сентября 2024, Hovås, Вестра-Гёталанд) — бывший шведский футболист и тренер, нападающий известный по выступлениям за клубы «Эргрюте», «Юргорден» и сборную Швеции.

## Клубная карьера
Бёрьессон начал карьеру в клубе Ховас. В 1973 году Сёрен перешёл в «Эргрюте». В том же году он дебютировал в Алсвенскан лиге. В 1985 году игрок стал лучшим бомбардиром чемпионата и помог команде стать чемпионом. После успешного сезона Бёрьессон перешёл в столичный «Юргорден» в составе которого провёл два сезона. В 1988 году он завершил карьеру в клубе «Бильдальс».

## Международная карьера
В 1981 года в товарищеском матче против сборной Греции Бёрьессон дебютировал за сборную Швеции.

## Личная жизнь
Сёрен был сыном футболиста Хельге Бёрьессона и племянником игрока Руне Бёрьенссона. В 1985 году Бёрьессон получал образование в области спорта. После окончания карьеры он работал школьным учителем, пока его не пригласили тренером в родной «Эргрюте». В 2024 году он умер в возрасте 68 лет.

## Достижения
Клубные
 «Эргрюте»
- Победитель Аллсенскан лиги (1): 1985

Индивидуальные
- Лучший бомбардир Аллсвенскан лиги (18 мячей): 1985